# Salvia filifolia
Salvia filifolia là một loài thực vật có hoa trong họ Hoa môi. Loài này được Ramamoorthy miêu tả khoa học đầu tiên năm 1983 publ. 1987.